# Elecciones municipales de Arequipa de 1963
Las elecciones municipales de Arequipa de 1963 se llevaron a cabo el 15 de diciembre de 1963 para elegir al alcalde y al Concejo Provincial de Arequipa para el periodo 1964-1966. La elección se celebró simultáneamente con elecciones municipales en todo el país, restablecidas tras medio siglo. Asimismo, por primera vez en la historia del Perú, las autoridades locales fueron elegidas por voto universal alfabeto y directo. Por primera vez en la historia del Perú, las autoridades locales fueron elegidas por voto universal alfabeto y directo.
Como resultado de esta elección, Ulrich Neisser Reiss, candidato de la Alianza Acción Popular–Democracia Cristiana, obtuvo el 69.04% de votos válidos y resultó electo como alcalde provincial de Arequipa.

## Sistema electoral
La Municipalidad Provincial de Arequipa es el órgano administrativo y de gobierno de la provincia de Arequipa. Está compuesta por el alcalde y el Concejo Provincial.
La votación del alcalde y el concejo se realiza en base al sufragio universal alfabeto, que comprende a todos los ciudadanos nacionales mayores de veintiún años, empadronados y residentes en la provincia de Arequipa y en pleno goce de sus derechos políticos.
El Concejo Provincial de Arequipa está compuesto por 14 concejales elegidos por sufragio directo para un período de tres (3) años, en forma conjunta con la elección del alcalde (quien lo preside). La votación es por lista cerrada y bloqueada. Se asigna a la lista ganadora los escaños según el método d'Hondt.

## Partidos y candidatos
A continuación se muestra una lista de los principales partidos y alianzas electorales que participaron en las elecciones:
| Candidatura | Candidatura | Partidos y alianzas | Candidato | Candidato               | Ideología                                             | Ref.  |
| ----------- | ----------- | --- | --------- | ----------------------- | ----------------------------------------------------- | ----- |
|             | AP–DC       | Lista - Alianza Acción Popular - Democracia Cristiana (AP–DC) – Acción Popular (AP) – Partido Demócrata Cristiano (DC)                          |           | Ulrich Neisser Reiss    | Liberalismo Humanismo Democracia cristiana            | [ 3 ] |
|             | APRA–UNO    | Lista - Coalición Partido Aprista Peruano - Unión Nacional Odriísta (APRA–UNO) – Partido Aprista Peruano (APRA) – Unión Nacional Odriísta (UNO) |           | Moisés Heresi Farwagi   | Aprismo Conservadurismo social Populismo de derecha   | [ 3 ] |
|             | IND         | Lista - Lista Independiente Movimiento de Renovación Municipal                                                                                  |           | José Villalobos Ampuero | Marxismo-leninismo Mariateguismo Localismo arequipeño | [ 3 ] |

## Resultados

### Sumario general
|                        |                                                                        |              |              |              |            |            |
| Partidos y coaliciones | Partidos y coaliciones                                                 | Voto popular | Voto popular | Voto popular | Concejales | Concejales |
| Partidos y coaliciones | Partidos y coaliciones                                                 | Votos        | %            | +/−          | Total      | +/−        |
|                        | Alianza Acción Popular - Democracia Cristiana (AP–DC)                  | 38,667       | 69.04        | n/a          | 10         | n/a        |
|                        | Coalición Partido Aprista Peruano - Unión Nacional Odriísta (APRA–UNO) | 13,060       | 23.32        | n/a          | 3          | n/a        |
|                        | Lista Independiente Movimiento de Renovación Municipal                 | 4,280        | 7.64         | n/a          | 1          | n/a        |
|                        |                                                                        |              |              |              |            |            |
| Total                  | Total                                                                  | 56,007       |              |              | 14         | n/a        |
|                        |                                                                        |              |              |              |            |            |
| Votos válidos          | Votos válidos                                                          | 56,007       | 86.34        | n/a          |            |            |
| Votos en blanco        | Votos en blanco                                                        | 3,316        | 5.11         | n/a          |            |            |
| Votos nulos            | Votos nulos                                                            | 5,544        | 8.55         | n/a          |            |            |
| Votos emitidos         | Votos emitidos                                                         | 64,867       | 87.80        | n/a          |            |            |
| Abstenciones           | Abstenciones                                                           | 9,017        | 12.20        | n/a          |            |            |
| Votantes registrados   | Votantes registrados                                                   | 73,884       |              |              |            |            |
|                        |                                                                        |              |              |              |            |            |
| Fuente:                |                                                                        |              |              |              |            |            |

### Concejo Provincial de Arequipa
| Cargo                           | Autoridad electa             | Partido político | Partido político                   |
| ------------------------------- | ---------------------------- | ---------------- | ---------------------------------- |
| Alcalde Provincial de Arequipa  | Ulrich Neisser Reiss         |                  | Alianza AP-DC                      |
| Concejal Provincial de Arequipa | Humberto Canepa Sardón       |                  | Alianza AP-DC                      |
| Concejal Provincial de Arequipa | Hernando Quintanilla Paulet  |                  | Alianza AP-DC                      |
| Concejal Provincial de Arequipa | Juan Gualberto Delgado       |                  | Alianza AP-DC                      |
| Concejal Provincial de Arequipa | Raúl Núñez Elías             |                  | Alianza AP-DC                      |
| Concejal Provincial de Arequipa | Néstor Lozada Tamayo         |                  | Alianza AP-DC                      |
| Concejal Provincial de Arequipa | Enrique Cancino              |                  | Alianza AP-DC                      |
| Concejal Provincial de Arequipa | Alfredo Cornejo Chávez       |                  | Alianza AP-DC                      |
| Concejal Provincial de Arequipa | Luis Valencia                |                  | Alianza AP-DC                      |
| Concejal Provincial de Arequipa | Óscar Becerra Caballero      |                  | Alianza AP-DC                      |
| Concejal Provincial de Arequipa | Luis Lucioni Maldonado       |                  | Alianza AP-DC                      |
| Concejal Provincial de Arequipa | Héctor Díaz Valdivia         |                  | Coalición APRA-UNO                 |
| Concejal Provincial de Arequipa | Hernán Muñoz Llerena         |                  | Coalición APRA-UNO                 |
| Concejal Provincial de Arequipa | Benjamín Castillo de la Flor |                  | Coalición APRA-UNO                 |
| Concejal Provincial de Arequipa | Augusto Vásquez Díaz         |                  | Movimiento de Renovación Municipal |

## Elecciones municipales distritales

### Resultados por distrito
La siguiente tabla enumera el control de los distritos de la provincia de Arequipa.
| Distrito               | Alcalde(sa) electo(a)       | Partido político | Partido político               |
| ---------------------- | --------------------------- | ---------------- | ------------------------------ |
| Cayma                  | Miguel Cuadros Huallpa      |                  | Unificado de Cayma             |
| Cerro Colorado         | Onofre Flores Moscoso       |                  | Alianza AP-DC                  |
| Characato              | Francisco Alí Guillén       |                  | Alianza AP-DC                  |
| Chiguata               | Miguel Peralta Palomino     |                  | Alianza AP-DC                  |
| La Joya                | Jesús Díaz Lazo             |                  | Alianza AP-DC                  |
| Miraflores             | Guillermo Arce Durand       |                  | Alianza AP-DC                  |
| Mollebaya              | Pantaleón Torres Quequezana |                  | Alianza AP-DC                  |
| Paucarpata             | Adrián Fernández Gonzales   |                  | Alianza AP-DC                  |
| Pocsi                  | Salomé Herrera Cutipa       |                  | Coalición APRA-UNO             |
| Polobaya               | Higinio Cusi Paredes        |                  | Alianza AP-DC                  |
| Quequeña               | Zenovio Díaz Paredes        |                  | Alianza AP-DC                  |
| Sabandía               | María Castro Torres         |                  | Alianza AP-DC                  |
| Sachaca                | René Arteaga Valdivia       |                  | Alianza AP-DC                  |
| San Juan de Siguas     | Mauro Álvarez Pérez         |                  | Coalición APRA-UNO             |
| San Juan de Tarucani   | Ismael Velásquez Molleapaza |                  | Alianza AP-DC                  |
| Santa Isabel de Siguas | Víctor Butrón Valdivia      |                  | Coalición APRA-UNO             |
| Santa Rita de Siguas   | Lucio Gómez Condori         |                  | Alianza AP-DC                  |
| Socabaya               | Mariano Medina Macedo       |                  | Alianza AP-DC                  |
| Tiabaya                | José Velarde Paredes        |                  | Alianza AP-DC                  |
| Uchumayo               | Manuel Adriazola            |                  | Acción Progresista de Uchumayo |
| Vítor                  | Manuel Astorga Valderrama   |                  | Alianza AP-DC                  |
| Yanahuara              | Juan Chirinos Velarde       |                  | Alianza AP-DC                  |
| Yarabamba              | Tomás Delgado Villanueva    |                  | Alianza AP-DC                  |
| Yura                   | José Fuentes Fuentes        |                  | Alianza AP-DC                  |